# Spjäll

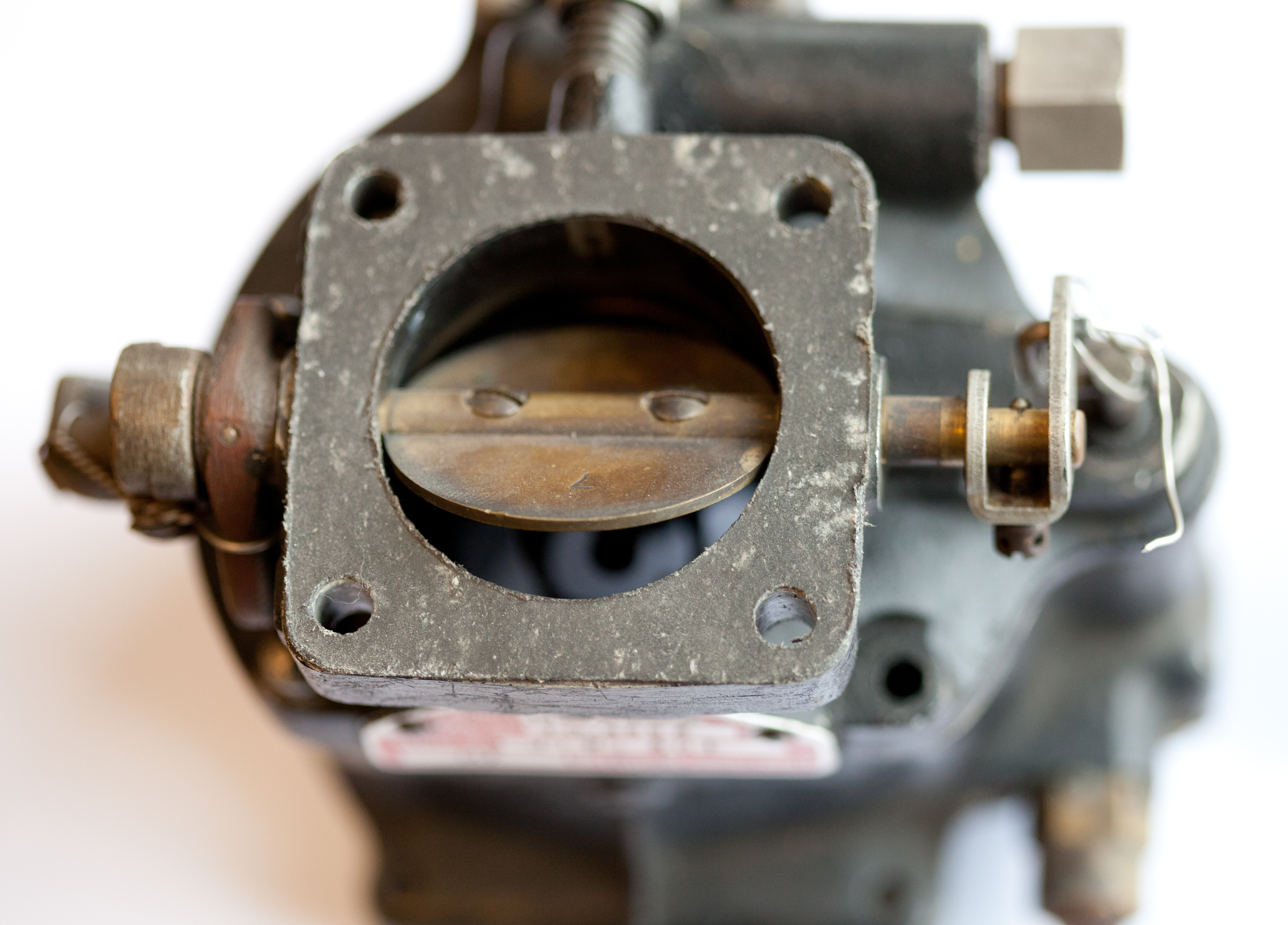
Förgasarspjäll

spjäll är en lucka som sitter i en kanal och som är avsedd att reglera eller stänga ett gas- eller vätskeflöde.
Lucka är det slutande elementet i en sorts ventil som används till exempel för rökgaser i skorstenar, för luft i ventilationstrummor och för luft i förbränningsmotorers förgasare. Spjället kan vanligtvis förskjutas eller vridas så att det delvis eller helt stänger gasflödet.